# Weinmannia multijuga
Weinmannia multijuga là một loài thực vật có hoa trong họ Cunoniaceae. Loài này được Killip & A.C.Sm. miêu tả khoa học đầu tiên năm 1929.